# Hendrik Casimir
Hendrik Brugt Gerhard Casimir (Haia, 15 de julho de 1909 — Heeze, 4 de maio de 2000) foi um físico neerlandês, conhecido por sua pesquisa no modelo de dois fluídos dos supercondutores (junto com Cornelis Jacobus Gorter) em 1934 e pelo efeito de Casimir (junto com Dirk Polder) em 1946.

## Biografia
Casimir estudou física teórica na Universidade de Leiden sob a tutoria de Paul Ehrenfest, de quem recebeu seu PhD em 1931. Sua tese de PhD tratou da mecânica quântica de um corpo rígido em rotação e da teoria do grupo das rotações das moléculas. Nessa época ele também passou algum tempo em Copenhaga com Niels Bohr. Depois de receber seu PhD, Casimir trabalhou como assistente de Wolfgang Pauli em Zurique. Em 1938, tornou-se professor de física na Universidade de Leiden. Naquela época, ele estava estudando ativamente tanto a condução térmica quanto a condução elétrica, e contribuiu na obtenção de temperaturas na escala milikelvin.
Em 1942, durante a Segunda Guerra Mundial, Casimir trabalhou nos laboratórios de pesquisa da Philips (Philips Research Laboratories) em Eindhoven. Permaneceu como cientista ativo e em 1945 escreveu um ensaio bastante conhecido a respeito do princípio de reversibilidade microscópica de Lars Onsager. Mais tarde, Casimir tornaria-se co-diretor dos laboratórios de pesquisa da Philips e membro da mesa diretora da companhia em 1956.  Aposentou-se da Philips em 1972.

## Publicações
- H. B. G. Casimir, Haphazard Reality: half a century of science (Harper & Row, New York, 1983); Autobiografia de Casimir em inglês. ISBN 0-060-15028-9
- H. B. G. Casimir, Het toeval van de werkelijkheid: Een halve eeuw natuurkunde (Meulenhof, Amsterdam, 1992); Autobiografia de Casimir em holandês. ISBN 9-029-09709-4
- H. B. G. Casimir, and D. Polder, The Influence of Retardation on the London-van der Waals Forces, Physical Review, Vol. 73, Issue 4, pp. 360-372 (1948).
- H. B. G. Casimir, On the attraction between two perfectly conducting plates, Proceedings of the Royal Netherlands Academy of Arts and Sciences, Vol. 51, pp. 793-795 (1948).

## Obituários
- D. Polder, Hendrik Burgt Gerhard Casimir, 15 juli 1909 — 4 mei 2000, Levensberichten en herdenkingen 2001, Koninklijke Nederlandse Akademie van Wetenschappen, pp. 13-21 (in Dutch). ISBN 90-6984-314-5
- Steve K. Lamoreaux, Hendrik Burgt Gerhard Casimir, Biographical Memoirs, Proceedings of the American Philosophical Society, Vol. 146, No. 3, September 2002, pp. 285-290. (PDF)